# Borowiec (Lubusz)
Pour les articles homonymes, voir Borowiec.
Borowiec (prononciation : [bɔˈrɔvjɛt͡s]) est un village polonais de la gmina de Siedlisko dans le powiat de Nowa Sól de la voïvodie de Lubusz dans l'ouest de la Pologne.
Il se situe à environ 6 kilomètres au nord-est de Siedlisko (siège de la gmina), 11 kilomètres à l'est de Nowa Sól (siège du powiat) et 30 kilomètres au sud-est de Zielona Góra (siège de la diétine régionale).

## Histoire
Au cours du deuxième partage de la Pologne en 1793, le village est annexé par le Royaume de Prusse sous le nom de Hohen Bohrau. De 1793 à 1945, Hohen Bohrau fait partie de l'arrondissement de Glogau dans le district de Liegnitz au sein de la province de Silésie.
Dans l'Allemagne nazie, le village prend le nom en 1938 à 1945 de Hohenborau.
Après la Seconde Guerre mondiale, avec la mise en œuvre de la ligne Oder-Neisse, le village retourne à la République populaire de Pologne. La population d'origine allemande est expulsée et remplacée par des polonais.
De 1975 à 1998, le village appartenait administrativement à la voïvodie de Zielona Góra.

Depuis 1999, il appartient administrativement à la voïvodie de Lubusz